# 巴蒂斯特·阿迪
巴蒂斯特·阿迪（法語：Baptiste Addis，2006年12月7日—），法国男子射箭运动员，曾获得2024年夏季奥林匹克运动会男子团体银牌。他也曾参加2023年欧洲运动会，未能获得奖牌。